# Rio Púlpito
 (juillet 2014).
Si vous disposez d'ouvrages ou d'articles de référence ou si vous connaissez des sites web de qualité traitant du thème abordé ici, merci de compléter l'article en donnant les références utiles à sa vérifiabilité et en les liant à la section « Notes et références ».
 (juillet 2014).
Le rio Púlpito est une rivière brésilienne de l'État de Santa Catarina, affluent du rio Pelotas, et appartient au bassin hydrographique de l'Uruguay.

## Géographie
Le rio Púlpito naît à la frontière entre Treviso et Bom Jardim da Serra. Il marque ensuite la limite entre Treviso et Siderópolis d'un côté et Bom Jardim da Serra de l'autre, en s'écoulant vers le sud. Il bifurque ensuite vers l'ouest à travers la municipalité de Bom Jardim da Serra et va se jeter dans le rio Pelotas.